# Cerkiew św. Jerzego w Narcie
Cerkiew św. Jerzego – prawosławna cerkiew w Narcie, w metropolii zagrzebsko-lublańskiej.
Współcześnie istniejąca cerkiew powstała w 1972 i jest dokładną kopią budynku, jaki powstał w 1770. W 1872 świątynia była odnawiana, gdy część jej bryły zawaliła się w czasie trzęsienia ziemi. W 1890 we wnętrzu umieszczono ikonostas autorstwa Josipa Hoknjeca. W czasie II wojny światowej, podobnie jak szereg innych świątyń Serbskiego Kościoła Prawosławnego w Niepodległym Państwie Chorwackim, została zmieniona w kościół rzymskokatolicki. Zniszczono wówczas całe wyposażenie wnętrza świątyni. Z powodu strat poniesionych w czasie wojny w 1972 budynek zawalił się.
W czasie wojny w Chorwacji cerkiew została ostrzelana, a dom parafialny zniszczony.